# Carryin’ On with Johnny Cash & June Carter
Carryin’ On with Johnny Cash & June Carter ist das 25. Studioalbum des US-amerikanischen Country-Sängers Johnny Cash. Es erschien 1967 bei Columbia Records und besteht ausschließlich aus Duetten mit seiner späteren Ehefrau June Carter. Es enthält unter anderem Jackson und das von Cashs Schlagzeuger Marshall Grant geschriebene Long-Legged Guitar Pickin’ Man, das auch als Single veröffentlicht wurden. Die Coverversion von Bob Dylans It Ain’t Me, Babe stammt von 1964 und war bereits auf dem Album Orange Blossom Special erschienen.
Sieben Monate nach der Veröffentlichung des Albums heirateten Johnny Cash und June Carter. Das Album wurde 2002 durch Legacy Recordings mit zwei zusätzlichen Titeln wiederveröffentlicht.

## Titelliste
1. Long-Legged Guitar Pickin’ Man (Text: Marshall Grant) – 2:37
2. Shantytown (Johnny Cash, June Carter) – 2:23
3. It Ain’t Me, Babe (Bob Dylan) – 3:06
4. Fast Boat to Sydney (June Carter, Helen Carter, Anita Carter) – 2:31
5. Pack Up Your Sorrows (Richard Fariña, Pauline Marden) – 2:29
6. I Got a Woman (Ray Charles) – 3:17
7. Jackson (Billy Edd Wheeler, Jerry Leiber) – 2:48
8. Oh, What a Good Thing We Had (Johnny Cash, June Carter) – 2:46
9. You’ll Be All Right (Johnny Cash, June Carter) – 1:49
10. No No No (Johnny Cash) – 1:52
11. What’d I Say (Ray Charles) – 2:53

Bonustitel (Wiederveröffentlichung 2002)
1. The Wind Changes (Johnny Cash) – 2:50
2. From Sea to Shining Sea (Johnny Cash) – 1:35